# 9e régiment de Marines
Pour les articles homonymes, voir 9e régiment.
Le 9e régiment de Marines est un régiment d'infanterie de l'United States Marine Corps. Formé pendant la Seconde Guerre mondiale, l'unité opère jusqu'en 1994, date à laquelle elle est dissoute lors du retrait de l'après-guerre froide. Ses bataillons, mais pas le régiment lui-même, sont réactivés de 2007 à 2014 dans le cadre de la croissance du Corps des Marines pendant les guerres en Irak et en Afghanistan. Les bataillons sont ensuite à nouveau dissous.

## Unités subordonnées
Le régiment était composé de trois bataillons d'infanterie et de la compagnie d'état-major du régiment :
- Compagnie du quartier général, 9e Marines (HQ / 9)
- 1er bataillon, 9e Marines (1/9e)
- 2e bataillon, 9e Marines (2/9e)
- 3e bataillon, 9e Marines (3/9e)

## Histoire

### Premières années
Le 9e Marines est créé à Quantico, en Virginie, le 20 novembre 1917. Un mois plus tard, les soldats sont déployés dans la baie de Guantanamo, à Cuba et sont rattachés à la 3e brigade des Marines. Ce même mois, ils sont redéployés avec la brigade à Galveston, au Texas, en cas d'opération allemande dans les Caraïbes ou au Mexique. Après la Première Guerre mondiale, le régiment est désactivé à Philadelphie, en Pennsylvanie, le 25 avril 1919,.
Le 1er décembre 1925, le régiment est réactivé en tant qu'organisation de réserve dont la mission est de former et de maintenir à un haut degré de préparation un groupe de Marines « civils ».

### Seconde Guerre mondiale
Le 3e bataillon du 9e Marines est réactivé au camp Elliot, à San Diego, le 12 février 1942. Dans les mois suivants, le reste des bataillons sont également réactivé au début de 1942, lorsque le régiment est officiellement reformé. Ils sont rattachés à la 3e division des Marines au camp Pendleton le 16 septembre 1943. Le 9e Marines combat dans le cadre de la 3e division des Marines sur les îles de Bougainville, Guam et Iwo Jima pendant la Seconde Guerre mondiale. Le régiment est inactivé au camp Pendleton le 31 décembre 1945.

### Pré-Seconde Guerre mondiale
Le régiment est réformé le 17 mars 1952 au camp Pendleton, en Californie et affecté à la 3e division des Marines. Il est déployé en août 1953 au camp Gifu, au Japon, puis en juin 1955 à Okinawa. Le régiment alterne entre le Japon et Okinawa dans les années 1950.

### Guerre du Vietnam
Le 8 mars 1965, le 9e Marines débarque à Red Beach en tant que première unité de combat terrestre conventionnelle au Sud-Vietnam, leur mission était de défendre la base aérienne de Da Nang. Le premier contact significatif a lieu en avril 1965. Le quartier général du régiment arrive dans le pays en juillet de cette année.
Le régiment participe à des actions dans le Ier corps vietnamien, principalement dans les provinces de Quảng Trị et Thừa Thiên Huế, bien qu'un certain nombre de ses opérations antérieures sera également menées dans les provinces méridionales du Ier corps de Quảng Nam, Quảng Tín et Quảng Ngãi. Les 9e Marines sont impliqués dans l'arrêt de l'avancée de l'Armée populaire du Vietnam (PAVN) à travers la DMZ et le long du sentier Hô Chi Minh au Laos.
Certaines de ses premières opérations comprennent les opérations Double Eagle, Macon et Prairie.
En avril et mai 1967, des éléments du régiment ont vaincu deux régiments du PAVN dans les combats de la colline au nord de la base de combat de Khe Sanh. Lors de l'opération Buffalo, des éléments du 1er bataillon, 9e Marines prennent contact au nord de Con Thien avec des forces du PAVN de taille régimentaire dans un engagement qui dura jusqu'en mai, faisant plus de 1 300 morts.
Le régiment mène avec succès l'opération Dewey Canyon (en) dans la vallée d'A Shau. Le 9e régiment élimine de nombreux soldats du PAVN, empêchant une autre accumulation et un autre assaut de la Route 622 du Laos au Sud-Vietnam comme le PAVN l'avait fait l'année précédente lors de l'offensive du Têt. L'opération Dewey Canyon rapporte, entre autres, 16 pièces d'artillerie, 73 canons antiaériens, des centaines de milliers de cartouches, 92 camions et des centaines de milliers de livres de riz. Cette opération a valu au régiment une Presidential Unit Citation,. Le général Richard G. Stilwell écrit dans son rapport au général Creighton Abrams du COMUSMACV sur l'opération Dewey Canyon : « ... cela se classe parmi les entreprises les plus importantes du conflit du Vietnam dans le concept et les résultats ».
Les 9e Marines faisaient partie des premiers redéploiements du Vietnam à l'été 1969. En juillet 1969, le régiment se déploie au camp Schwab, à Okinawa et est réaffecté en août 1969 à la 9e brigade amphibie des Marines. Le 9e MAB est ensuite réaffecté en novembre 1969 à la 3e division des Marines (3e MarDiv).

### Inactivation (1994)
Les 9e Marines sont inactivés lors des coupes budgétaires de 1994. Un noyau d'état-major et de personnel de soutien est maintenu pour reconstituer le régiment en cas de besoin. Cela est fait dans la conviction que les carabiniers nécessaires seraient facilement recrutés en cas d'urgence ou de guerre.
Le 2 septembre 1994, le 2e bataillon est inactivé et renommé 2e bataillon, 4e Marines et le 3e bataillon est inactivé et renommé 3e bataillon, 4e Marines. Le 9 septembre 1994, le 1er bataillon est inactivé et renommé 2e bataillon, 1er Marines.

### Réactivation (2007)
Dans le cadre de l'effort visant à étendre le Corps des Marines à 202 000 Marines d'ici la fin de 2011, les bataillons du 9e Marines reprend du service en 2007. Le 1er bataillon, 9e Marines (1/9e) réactivé le 18 avril 2007, le 2e bataillon réactivé en juillet 2007 et le 3e bataillon réactivé en mai 2008,,. Chaque bataillon relève du quartier général régimentaire existant — 1/9e avec le 8e régiment de Marines, 2/9e avec le 6e régiment de Marines et 3/9e avec le 2e régiment de Marines.

## Récipiendaires de la médaille d'honneur
10 Marines du 9e régiment des Marines ont reçu la Medal of Honor :
- Thomas P. Noonan (en)
- Thomas E. Creek (en)
- John H. Leims (en)
- Wilson D. Watson (en)
- Louis H. Wilson (en)
- Frank P. Witek (en)
- Wesley L. Fox (en)
- William D. Morgan (en)
- Alfred M. Wilson (en)
- John P. Bobo (en)
- Kyle Carpenter
- Walter K. Singleton (en)
- Harvey Curtiss Barnum

## Récompenses du régiment
Le 9e Marines a été décoré des récompenses suivantes :
| Navy Presidential Unit Citation, Army Presidential Unit Citation, Navy Unit Commendation 2 Navy Meritorious Unit Commendations Marine Corps Expeditionary Medal China Service Medal Asiatic-Pacific Campaign Medal avec 4 Campaign Star, World War II Victory Medal National Defense Service Medal avec 1 Bronze Star Armed Forces Expeditionary Medal Vietnam Service Medal |

## Anciens membres notables
- Robert H. Barrow (en), officier commandant, devint plus tard 27e Commandant du Corps des Marines